# Lickóvadamos
Lickóvadamos là một thị trấn thuộc hạt Zala, Hungary. Thị trấn này có diện tích 6,69 km², dân số năm 2010 là 203 người, mật độ 30 người/km².